# NGC 3367
NGC 3367 este o seyfert 1 galaxy⁠(d) situată în constelația Leul. A fost descoperită în 19 martie 1784 de către William Herschel. Se află la o distanță de 43,55 de megaparseci de Pământ.